# بي إم دبليو آر 68
بي إم دبليو آر68(بالإنجليزية: BMW R68)‏ هي دراجة نارية من تصنيع بي إم دبليو.